# 河原淳
河原 淳（かわはら じゅん 1929年11月28日- 2006年1月3日）は、日本のイラストレーター、グラフィックデザイナー、フリーライター。
筆名に、三田 海彦(ミタ ウミヒコ）、御岳 森彦(ミタケ モリヒコ)、河原 遊酔（かわはら・ゆうすい）。日本ペンクラブ、本の会、痛風友の会、各会員。現代デザイン研究所（旧 河原ゼミナール）を主催。

## 生涯
愛知県刈谷市出身。名古屋工業大学機械科中退。慶応義塾大学国文科中退。文化学院デザイン科卒。1950年代、雑誌「装苑」などでファッションイラストを手がけた。イラストレーター、文筆家として活躍し、傍らNHK文化センターや現代デザイン研究所で後輩プロを育成。
1961年に出版された「イラストレーション・技法とアイディア」に続き、30冊以上の本を出版した。妻の河原フミコは手芸家で、共著がある。
2006年1月3日に食道がんのため死去した。

## 著作

### 著書
- イラストレーション・技法とアイディア ダヴィッド社, 1961
- ファッションイラストレーション ダヴィッド社, 1962
- デザイナー その現実とビジョン ダイヤモンド社, 1964
- 男性センス学 ダイヤモンド社, 1965
- くたばれファッション きみ自身のおしゃれ 双葉社（双葉新書）,1966
- 広告クリエーター 現代の表現技術家125人にライトをあてる 久保田宣伝研究所, 1966
- 危険なデザイン 見てくれ文化の清算 三一書房（三一新書） 1967
- グラフィックデザイナー案内 ダヴィッド社 1967
- デザイナー2時間大学 併設コピー科・イラスト科・写真科・レタリング科 ダイヤモンド社 1967
- こわれたオルゴール 夜のあなたに星を贈る本 みゆき書房 1969
- Sexとデザイン 生命×交流×造形 鳳山社 1969
- Happy adding Froebel-kan 1970
- 新版イラストレーション 発想と技術とプロの秘密 ダヴィッド社 1971
- アイデアレター 保育社（カラーブックス） 1971
- らくがき行動学 生活を豊かにする自己表現 産報（サンポウブックス） 1971
- 青春の自己表現学 河原淳 白馬出版 1972
- プープーのぼうけん 大日本図書 1972
- イラスト入門  保育社（カラーブックス） 1973
- 絵の特技を生かそう イラストレーター・グラフィックデザイナー・漫画家への近道 改訂新版 実務教育出版 1973
- イラストで自己表現をしよう 実務教育出版 1974
- 手づくりオモチャ97 どんどん作ろう 講談社 1974
- カットの描きかた ダヴィッド社 1975
- 絵の楽しみ 絵はだれでも描ける ダヴィッド社　1977.7
- リサイクルの手づくり遊び　第三文明社　1980.8
- 体験的フリーライター案内 ダヴィッド社 1981.6
- 楽しいイラスト表現 日本文芸社 1981.8
- 雑学人生のすすめ これで世界が面白くなる! 新人物往来社 1984.12

### 共著・編著
- カット・デザイン・モチーフ 大森忠行共編 ダヴィッド社, 1963
- ユーモア手芸 河原フミコ共著 雄鶏社 1963
- デザインマネジメント 大森忠行共著 ダイヤモンド社 1965
- カット デザイン アイデア 勝本富士雄・河原淳・難波淳郎画　大森忠行編　岩崎美術社 1966
- カットのアイデア 第1 勝本富士雄・河原淳・難波淳郎画 大森忠行編 岩崎美術社 1968
- カットのアイデア 第2 勝本富士雄・河原淳・難波淳郎画 大森忠行 編 岩崎美術社 1968
- カットのアイデア 第3 勝本富士雄・河原淳・難波淳郎画 大森忠行 編 岩崎美術社 1968
- 日本イラストレーション 庶民的発想の源流 編著 鳳山社 1968
- スタイル画の世界 穂積和夫 共編 ダヴィッド社 1969
- きみもイラストレーターになれる 河原淳 監修　現代デザイン研究所編　実務教育出版 1969
- リビングアイデア入門 お金をかけないで楽しむ方法 河原フミコ共著 実業之日本社 1972
- 手づくりの贈り物 河原フミコ 共著 保育社（カラーブックス） 1976
- 銀座の絵本 日比谷・有楽町・築地 河原淳 編　鴻巣博子・伊藤久子 取材・イラスト 新評社 1977
- 渋谷・原宿の絵本 青山・代官山 新評社 1978年
- けんちゃんのバレンタインデー 中野みち子作 河原淳絵 太平出版社 1980.12
- 新イラストレーション 技術と♥とプロへの道 編著 ダヴィッド社 1989.3
- シティーカット1 札幌・小樽・函館 河原淳文 根本史ほか絵 勝又浩子地図 ダヴィッド社 1990.10
- シティーカット2 東京・横浜 河原淳文 原口忠子ほか絵 勝又浩子地図・絵 ダヴィッド社 1991.3